# روبرت برنارد هال
روبرت برنارد هال (بالإنجليزية: Robert Bernard Hall)‏ هو سياسي أمريكي، ولد في 28 يناير 1812 في الولايات المتحدة، وتوفي بنفس المكان في 15 أبريل 1868. حزبياً، نشط في الحزب الجمهوري. انتخب عضو مجلس النواب الأمريكي.